# 776 Берберісія
776 Берберісія (776 Berbericia) — астероїд головного поясу, відкритий 24 січня 1914 року.
Тіссеранів параметр щодо Юпітера — 3,181.